# Helicia neglecta
Helicia neglecta là một loài thực vật thuộc họ Proteaceae. Đây là loài đặc hữu của Papua New Guinea. Chúng hiện đang bị đe dọa vì mất môi trường sống.